# Craig Hillier
Pour les articles homonymes, voir Hillier.
Craig Hillier (né le 28 février 1978 à Cole Harbour en Nouvelle-Écosse) est un joueur professionnel de hockey sur glace.

## Carrière
En 1995-96, il joue avec les 67's d'Ottawa et reçoit le prix du gardien de la saison dans la Ligue de hockey de l'Ontario.
Hillier a été choisi par les Penguins de Pittsburgh au repêchage de la LNH  de 1996 au premier tour - 23e choix au total - mais n'a jamais joué dans la Ligue nationale de hockey. Les Penguins l'ont envoyé jouer dans leur équipe réserve du Crunch de Syracuse puis dans celle des Penguins de Wilkes-Barre/Scranton.